# Cumulopuntia sphaerica
Cumulopuntia sphaerica, conocida comúnmente como corotilla, choclo, gatito o puskaye, es una especie de planta suculenta perteneciente al género Cumulopuntia, dentro de la familia Cactaceae. Es endémica del oeste y sur de Perú.

## Descripción

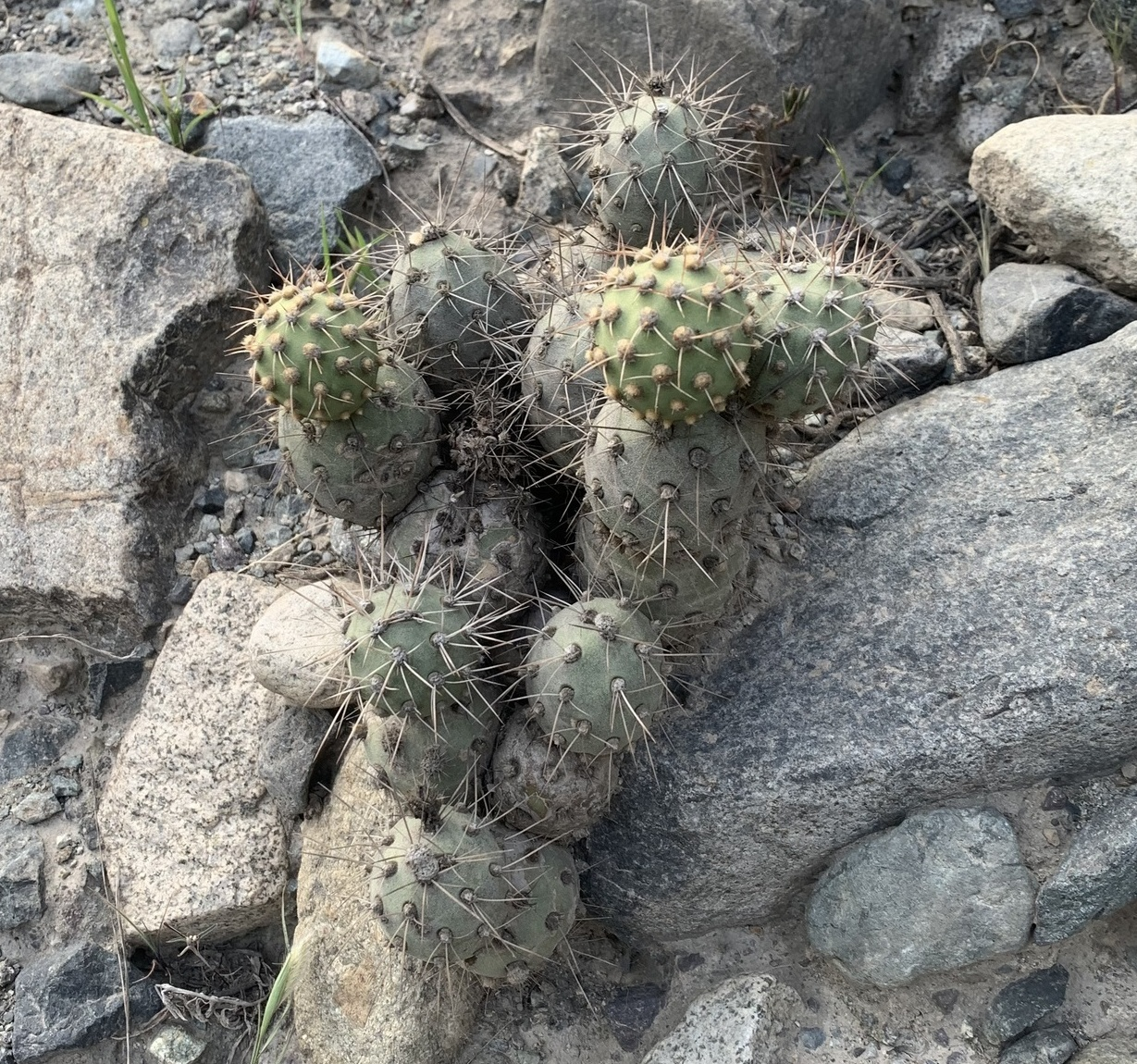
Porte de la planta

Cumulopuntia sphaerica es una especie de cactus de crecimiento bajo solitario, que a veces se ramifica lateralmente y forma cojines laxos de hasta 25 cm de alto y 50 cm de diámetro.
Las tallos son articulados y están formados por segmentos de forma esférica u ovoide. Están tuberculados, tienen la epidermis de color verde-grisácea y su raíz es de tipo fibrosa. Son regordetes, miden de 6,9 a 13 cm de largo y de 4,4 a 6,7 cm de diámetro. Las hojas son diminutas, suelen ser cilíndricas y se caen prematuramente.
Sobre los tallos se asientan de 64 a 93 areolas por segmento y son de tipo circular. Miden de 1,6 a 10,5 mm de largo, de 1,9 a 6,7 mm de diámetro y están distanciadas unas de otras de 5,3 a 18,8 mm. Contienen gloquidios amarillentos de 2,5 a 4,5 mm y pelos de color crema.
El número de espinas es variable, llegando a tener hasta 22 por areola, aunque a veces pueden estar ausentes. Inicialmente son de color pardo-rojizas, pero con el tiempo se tornan blancas y después grises. Son curvadas, adpresas y miden de 1,1 a 3,8 cm de largo.

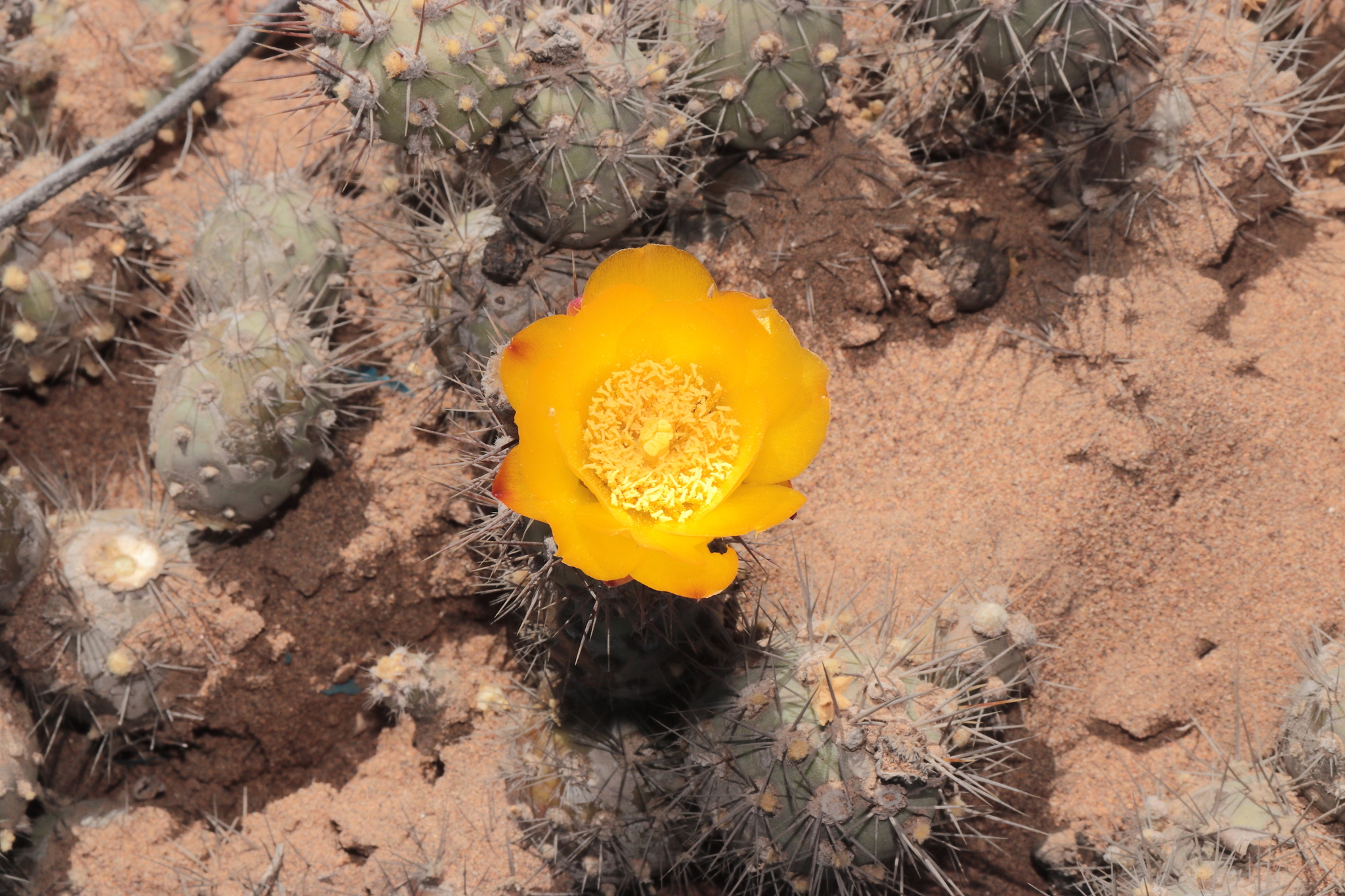
Detalle de la flor

Las flores son apicales, diurnas, actinomorfas y surgen 1 por tallo. Miden de 5,1 a 6,9 cm de diámetro y tienen el pericarpelo de color verde. Presentan areolas que tienen de 11 a 13 espinas apicales, de color pardo-rojizas y de 0,3 a 1,35 cm de largo. Los tépalos son inicialmente de color amarillo y luego se tornan anaranjados al marchitarse. El androceo está formado por estambres sensitivos con anteras de color amarillo. El gineceo tiene el ovario blanquecino-verdoso, el estilo blanco-amarillento y los estigmas amarillentos.

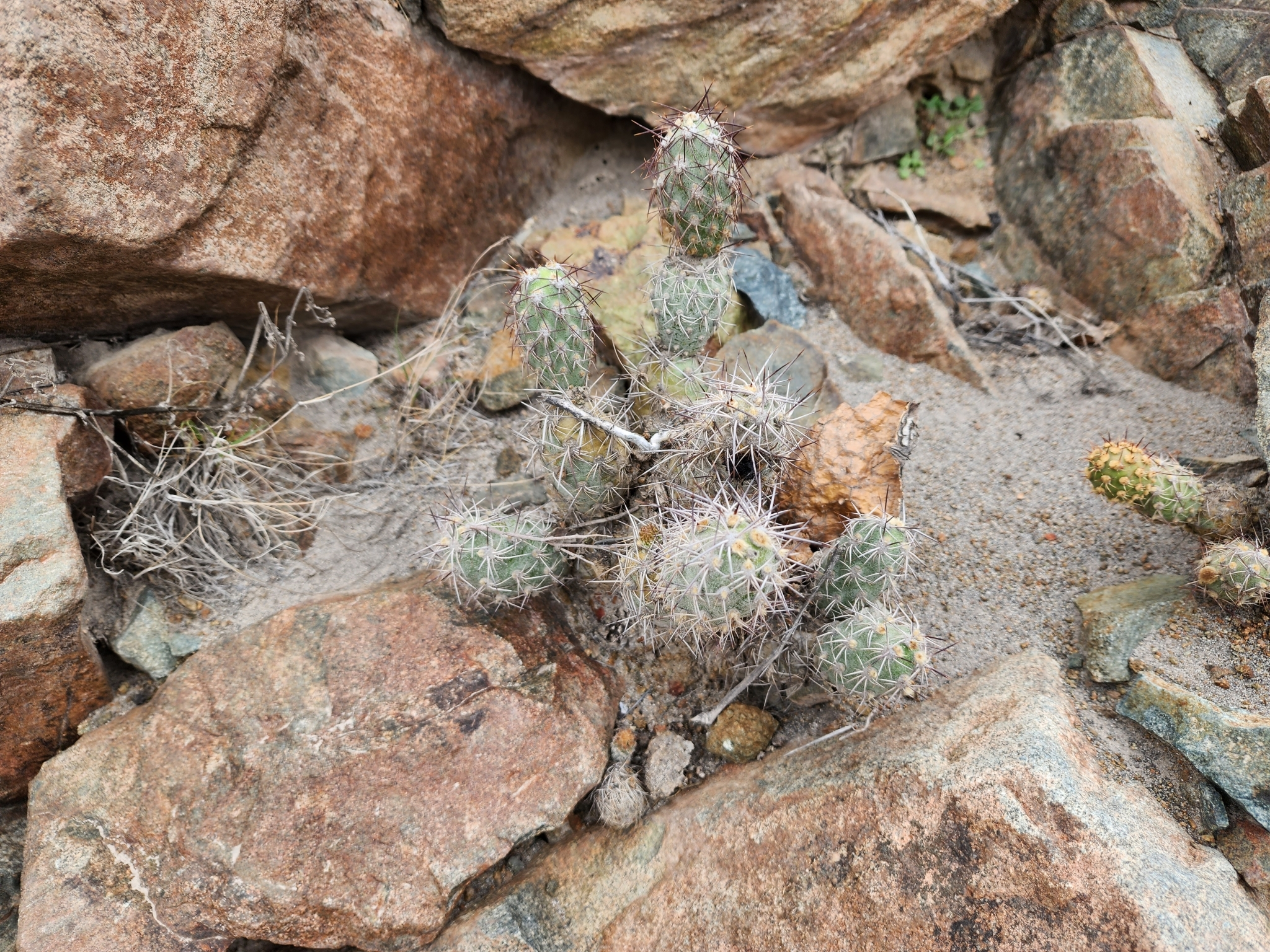
Planta creciendo entre rocas

El fruto es globoso o subgloboso, umbilicado y de color amarillento o rojizo. Mide de 2,6 a 3,8 cm de largo y de 2,3 a 3,3 cm de diámetro. Presenta de 26 a 60 areolas, con pelos amarillentos o grises y gloquidios amarillentos. Hacia el ápice, cada areola presenta de 17 a 22 espinas rectas, de 0,3 a 2,3 cm de largo, inicialmente de color pardo rojizas y más tarde grises. En su interior contiene de 6 a 68 semillas globosas y de color crema. Son lisas, sin brillo y miden de 3,8 a 4,4 mm de largo, con una faja funicular de 0,8 a 10 mm de ancho.

## Distribución y hábitat

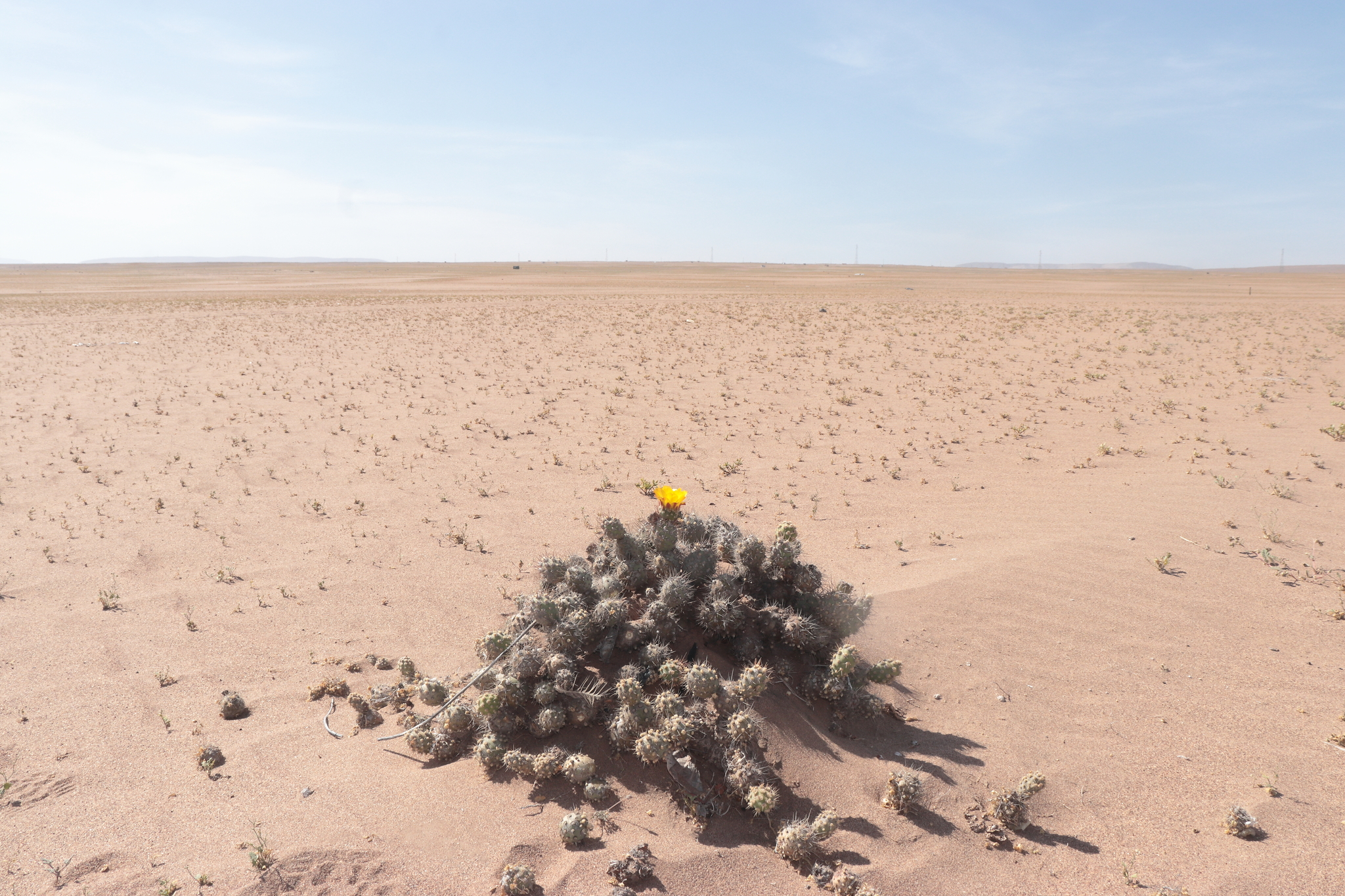
Planta en su hábitat

El área de distribución nativa de esta especie es el oeste y sur de Perú y crece principalmente en el bioma tropical montano, a altitudes de 2030 a 2900 metros sobre el nivel del mar.
Se desarrolla en sitios muy áridos, con escasa vegetación, en pendientes ligeras a moderadas, con suelos arenosos, rocosos, o sobre cenizas volcánicas.  Se asocia a otras especies de plantas como arbustos xerófilos (Ambrosia artemisioides), otras cactáceas (Browningia candelaris, Weberbauerocereus weberbaueri, Haageocereus platinospinus, Cumulopuntia unguispina o Cumulopuntia dimorpha) y plantas anuales (Aristida adscensionis, Allionia incarnata o Viola weberbaueri).

## Ecología
Cumulopuntia sphaerica florece en la estación seca (de junio a agosto), y fructifica de septiembre a diciembre. Sus flores son polinizadas por himenópteros (avispas), coleópteros (escarabajos), lepidópteros (mariposas) y algunas veces por troquílidos (colibríes).

## Taxonomía
La primera descripción de esta especie fue como Opuntia sphaerica, publicada en 1861 por el botánico alemán Carl Friedrich Förster en la revista científica Hamburger Garten- Blumenzeitung 17: 167.
Posteriormente, el botánico estadounidense Edward Frederick Anderson colocó la especie en el género Cumulopuntia, pasando a llamarse Cumulopuntia sphaerica y anotando estos cambios en la revista científica Cactus and Succulent Journal 71: 324, en 1999.
Etimología
- Cumulopuntia: nombre genérico formado por dos palabras: el sustantivo latino cumulus (que significa 'cúmulo', 'montón' o 'masa amontonada') y el género Opuntia, (con el que el género tiene similitudes), haciendo referencia al crecimiento de la planta en forma de montones de tallos apilados.
- sphaerica: epíteto específico griego que significa 'esférico', haciendo referencia a la forma esférica de los segmentos de sus tallos.[5]

Sinonimia
- Austrocylindropuntia sphaerica (C.F.Först.) G.D.Rowley, 2006
- Cumulopuntia crassicylindrica (Rauh & Backeb.) F.Ritter ex Eggli, 2005
- Cumulopuntia ignota (Britton & Rose) F.Ritter ex D.R.Hunt, 2006
- Cumulopuntia kuehnrichiana (Werderm. & Backeb.) F.Ritter, 1981
- Cumulopuntia multiareolata (F.Ritter) F.Ritter, 1981
- Cumulopuntia rauppiana (K.Schum.) F.Ritter, 1981
- Cumulopuntia tubercularis F.Ritter, 1980
- Cumulopuntia tumida F.Ritter, 1981
- Opuntia corotilla var. aurantiaciflora (Rauh & Backeb.) G.D.Rowley, 1958
- Opuntia crassicylindrica (Rauh & Backeb.) G.D.Rowley, 1958
- Opuntia fulvicoma var. bicolor (Rauh & Backeb.) G.D.Rowley, 1958
- Opuntia ignota Britton & Rose, 1919
- Opuntia kuehnrichiana Werderm. & Backeb., 1931
- Opuntia kuehnrichiana var. applanata Werderm. & Backeb., 1931
- Opuntia kuehnrichii Backeb., 1932
- Opuntia leonina F.Haage & E.Schmidt ex C.F.Först. & Rümpler, 1885
- Opuntia mira (Rauh & Backeb.) G.D.Rowley, 1958
- Opuntia muelleriana (Backeb.) G.D.Rowley, 1958
- Opuntia phyllacantha F.Haage & E.Schmidt, 1881
- Opuntia rauppiana K.Schum., 1899
- Opuntia sphaerica C.F.Först., 1861
- Opuntia sphaerica var. rauppiana (K.Schum.) G.D.Rowley, 1958
- Opuntia staffordiae Bullock, 1939
- Opuntia tumida (F.Ritter) D.R.Hunt, 1997
- Sphaeropuntia sphaerica (C.F.Först.) Guiggi, 2012
- Sphaeropuntia sphaerica subsp. crassicylindrica (Rauh & Backeb.) Guiggi, 2016
- Sphaeropuntia sphaerica subsp. tumida (F.Ritter) Guiggi, 2016
- Tephrocactus bicolor (Rauh & Backeb.) Rauh, 1958
- Tephrocactus corotilla var. aurantiaciflorus Rauh & Backeb., 1956 publ. 1957
- Tephrocactus crassicylindricus Rauh & Backeb., 1956 publ. 1957
- Tephrocactus fulvicomus var. bicolor Rauh & Backeb., 1956 publ. 1957
- Tephrocactus ignotus (Britton & Rose) Backeb., 1936
- Tephrocactus kuehnrichianus (Werderm. & Backeb.) Backeb., 1936
- Tephrocactus kuehnrichianus var. applanatus (Werderm. & Backeb.) Backeb., 1936
- Tephrocactus leoninus (F.Haage & E.Schmidt ex C.F.Först. & Rümpler) Backeb., 1962
- Tephrocactus mirus Rauh & Backeb., 1956 publ. 1957
- Tephrocactus muellerianus Backeb., 1956 publ. 1957
- Tephrocactus multiareolatus F.Ritter, 1964
- Tephrocactus rauppianus (K.Schum.) Backeb., 1936
- Tephrocactus sphaericus (C.F.Först.) Backeb., 1936
- Tephrocactus sphaericus var. glaucinus Backeb., 1963
- Tephrocactus sphaericus var. rauppianus (K.Schum.) Backeb., 1958
- Tephrocactus staffordiae (Bullock) Backeb., 1953

## Estado de conservación

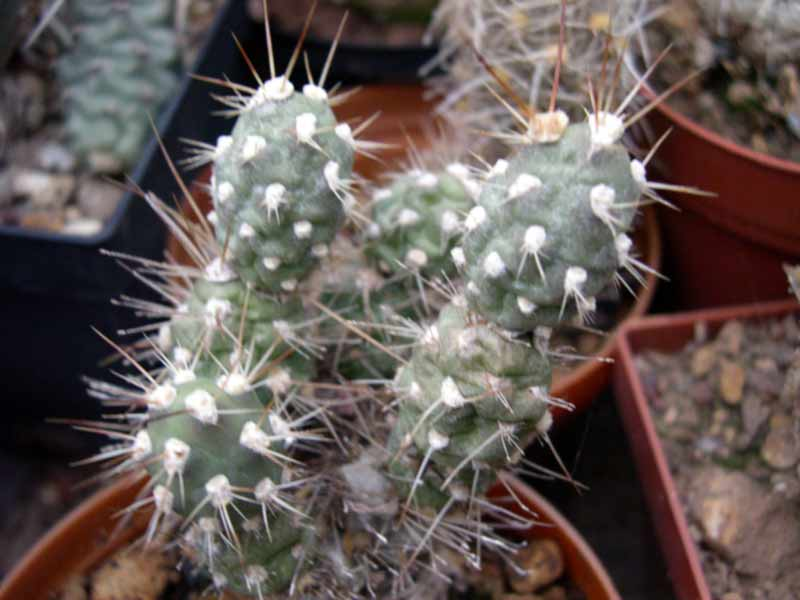
Cultivo en maceta

En la Lista Roja de Especies Amenazadas de la UICN, la especie está clasificada como de “Preocupación Menor (LC)” y no se conocen amenazas importantes para la conservación de esta especie.

## Usos
Se cultiva principalmente como planta ornamental y su propagación se realiza a través de esquejes, injertos o semillas. 
No soporta el calor constante y necesita de un lugar absolutamente aireado y soleado. Se debe utilizar una mezcla de compost con buen drenaje y la planta no tolera la nieve, pero puede tolerar heladas ocasionales de aproximadamente -5 °C.